# Wilhelm von Kügelgen

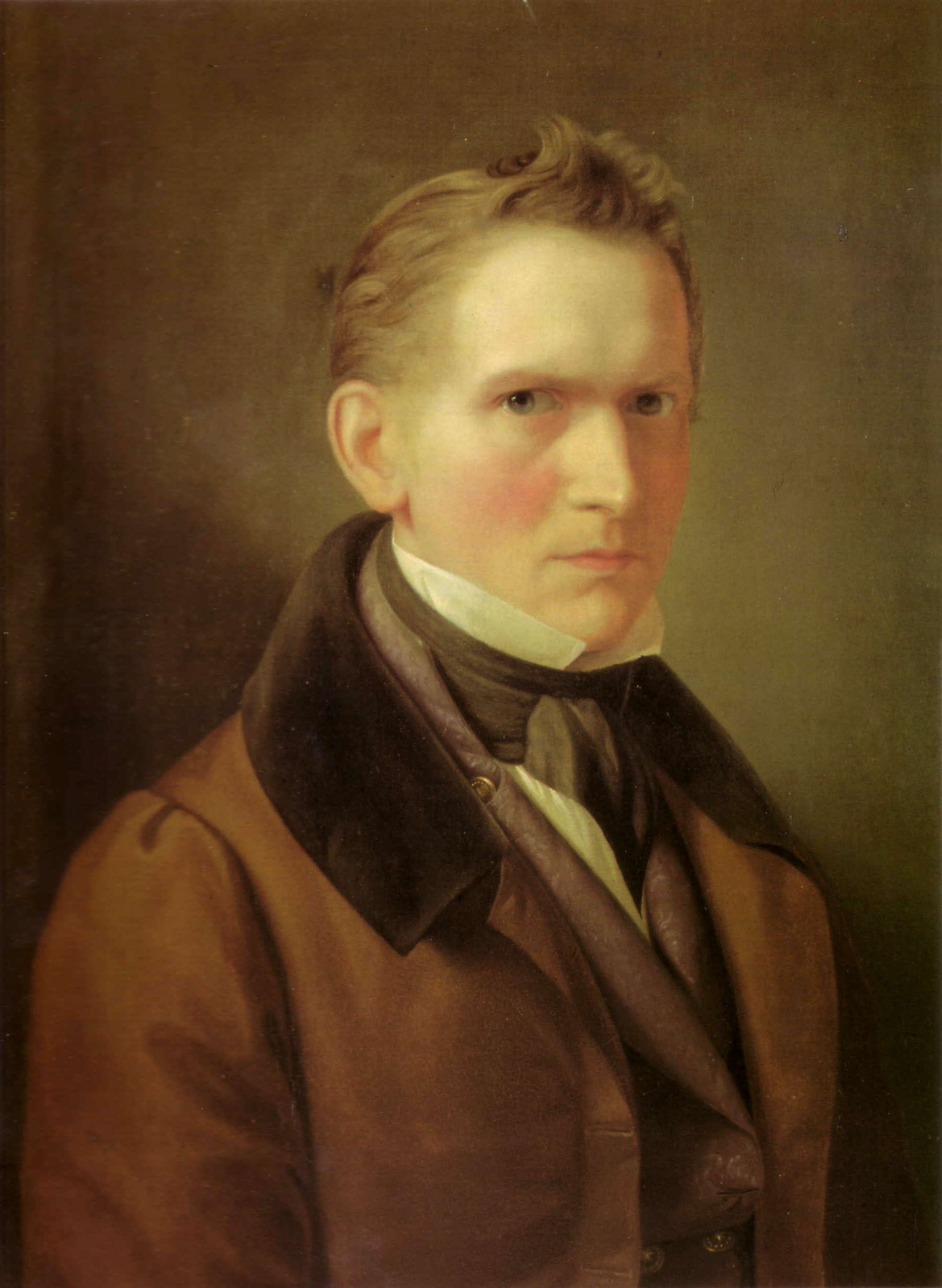
Wilhelm von Kügelgen

Wilhelm Georg Alexander von Kügelgen (* 20. November 1802 in Sankt Petersburg; † 25. Mai 1867 in Ballenstedt) war ein deutscher Porträt- und Historienmaler, Schriftsteller, Hofmaler und Kammerherr am herzoglichen Hof von Anhalt-Bernburg. Sehr bekannt geworden ist er aber vor allem durch seine posthum veröffentlichten Jugenderinnerungen eines alten Mannes, die ein lebendiges und anschauliches Bild des geistigen und bürgerlichen Lebens der Frühromantik geben. Das Werk erlebte bis heute zahlreiche Auflagen in mindestens 17 Verlagen.

## Leben

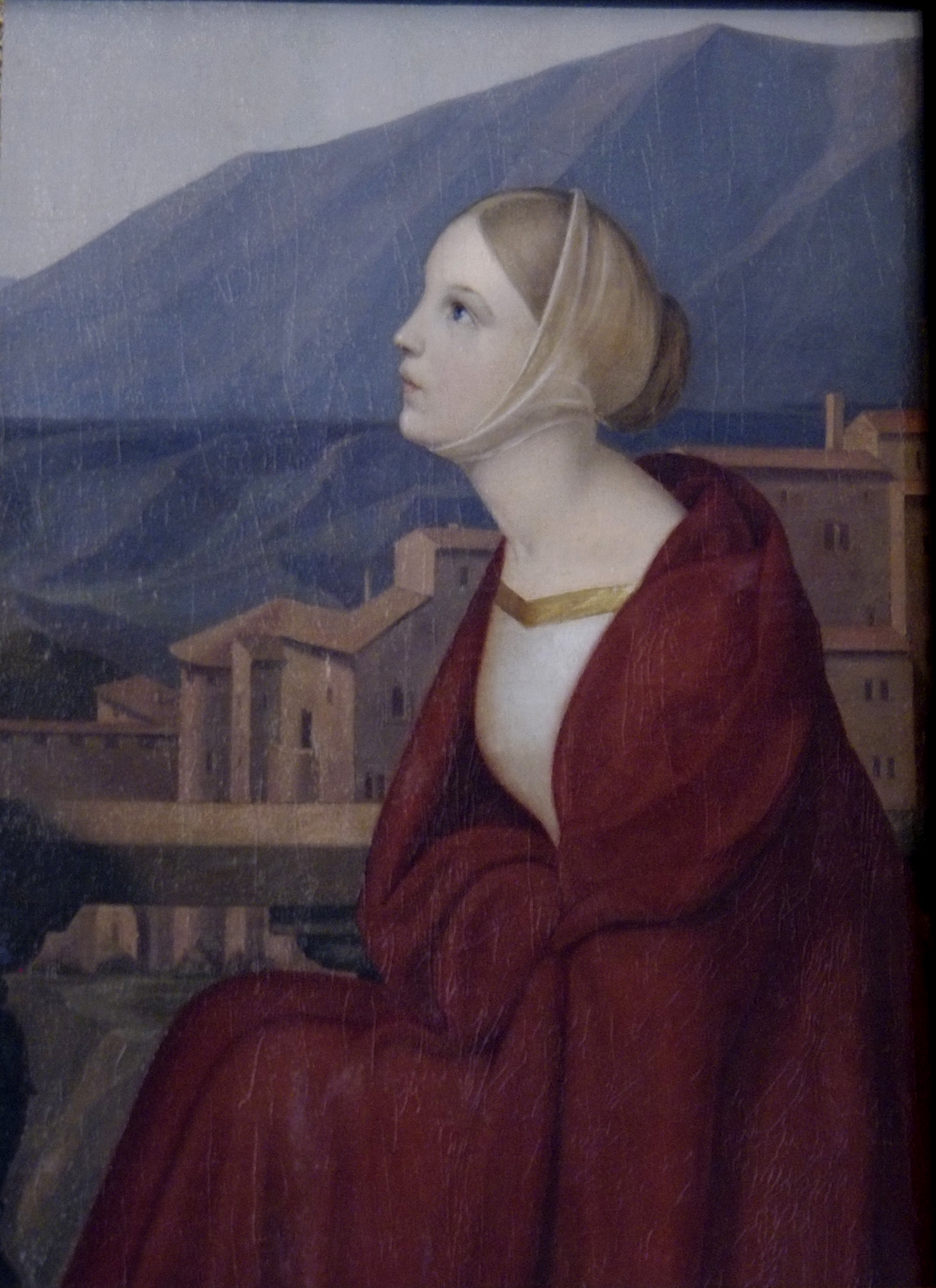
Julie Krummacher (1825/1826), die Braut und spätere Ehefrau des Künstlers

Wilhelm von Kügelgen war ein Sohn des Porträt- und Historienmalers Gerhard von Kügelgen und dessen Ehefrau Helene Marie Zoege von Manteuffel (1773–1842). Er verlebte seine frühe Kindheit in Dresden im jetzt so genannten Kügelgenhaus. Konfirmiert wurde er 1816 in der Pfarrkirche von Lausa von Pfarrer Samuel David Roller, der mit der Familie von Kügelgen befreundet war und später auch Wilhelms jüngeren Bruder Gerhard (1806–1884) konfirmierte. Wilhelm von Kügelgen besuchte dann das Gymnasium in Bernburg (Saale) und studierte an der Kunstakademie Dresden. Die Ermordung seines Vaters am 27. März 1820 verursachte eine tiefe Lebenskrise; zudem litt er an zunehmender Farbenblindheit. 1825/1826 hielt er sich in Rom auf, wo er sich mit Ludwig Richter (1803–1884) anfreundete.
Befreundet war Kügelgen auch mit Caspar David Friedrich (1774–1840), Johan Christian Clausen Dahl (1788–1857) und Carl Gottlieb Peschel (1798–1879). In seinen Jugenderinnerungen gibt es darüber hinaus wichtige Hinweise und Schilderungen zum umfangreichen Freundeskreis der Familie, der im Zentrum der Frühromantik stand.
Er heiratete 1827 Julie Krummacher (* 25. Oktober 1804 in Duisburg; † 22. Mai 1909 in Dessau), Tochter des Anhalt-Bernburger Landessuperintendenten Friedrich Adolf Krummacher, bei dem er als Gymnasiast gewohnt hatte. Aus der Ehe stammten sechs Kinder: Bertha (* 14. April 1828), Anna (* 7. Februar 1831), Gerhard (* 27. Mai 1833), Adolph (* 9. Mai 1835), Benno (* 18. April 1837) und Elisabeth (* 22. September 1839 † November 1862). Ein Enkel (Sohn von Benno v. K.), Oberstleutnant a. D. Wilhelm von Kügelgen, war in den Jahren 1919 bis 1925 als persönlicher Sekretär Adjutant des Generalfeldmarschalls Paul von Hindenburg.
1833 wurde er Hofmaler in der Anhalt-Bernburgischen Sommerresidenz Ballenstedt, wo er bis zu seinem Tode 1867 blieb. 1840 ging dort der Neffe seiner Mutter, Otto Zoege von Manteuffel, für einige Zeit bei ihm in die Ausbildung.
Kügelgen war ein leidenschaftlicher Schachspieler. Am 9. Januar 1837 war er Gründungsmitglied des Schachklubs Ballenstedt. In den Jahren 1837 bis 1841 wurde von einem Dr. Ziegler ein Protokollbuch geführt, für dessen Frontispiz Kügelgen eine Handzeichnung beisteuerte. Diese zeigt eine den Klub symbolisierende Dame, in deren Schoß sich Kügelgen und Ziegler am Schachbrett gegenübersitzen. Das Protokollbuch wurde 1928 vom Städtischen Museum Ballenstedt erworben, nachgedruckt und als „eine neue Kügelgenreliquie“ bezeichnet.
1853 wurde er Betreuer des geisteskranken Herzogs Alexander Carl von Anhalt-Bernburg. Im Sommer 1858 begleitete er die Herzogin auf eine Badereise nach Föhr. Seine 1870, durch den Verleger Philipp von Nathusius posthum erschienenen Jugenderinnerungen eines alten Mannes waren eines der Lieblingsbücher des deutschen Bürgertums; sie erschienen 1922 in der 230. Auflage. Aufgrund der lebensnahen Schilderungen haben diese heute noch kulturhistorischen Wert.
Im Vorwort zu der 1924 im Verlag von K. F. Koehler, Leipzig, erschienenen Ausgabe schrieb der Herausgeber des Buches, Johannes Werner:

„Wenn der bescheidene, zurückhaltende Alte Mann es wüßte, was seine Persönlichkeit jetzt, sechzig Jahre nachdem er schwach und krank im stillen Kügelgenhaus zu Ballenstedt mit Bienenfleiß an seinen ‚Jugenderinnerungen‘ feilte, dem deutschen Volke bedeutet, und daß die Selbstbezeichnung, die er mit stiller Resignation und leiser Ironie prägte, ihm längst schon zum in Alldeutschlands Gauen volkstümlichen Ehrennamen geworden ist!!“

Und in der Ausgabe des Wilhelm Langewiesche-Brandt-Verlages, Ebenhausen bei München, erschienen 1908, „Frau Julie von Kügelgen zu Dessau in Ehrfurcht gewidmet, der Witwe des Verfassers, die am 23. Oktober 1908 das hundertundvierte Jahr ihres Lebens vollendete“, steht:
„Die Jugenderinnerungen, die erst nach seinem Tode erschienen, werden die Spur von seinen Erdentagen nie untergehen lassen.“
Kügelgens Haus in Ballenstedt, Kügelgenstraße 35 a, ist bis heute erhalten – wie auch die Familiengrabstätte auf dem Ballenstedter Friedhof.
Seit 1993 wird vom Bernburger „Kunstkreis Sachsen-Anhalt“ das Wilhelm von Kügelgen Stipendium an bildende Künstler vergeben. Das Ballenstedter Stadtmuseum „Wilhelm von Kügelgen“ ist ihm zu Ehren benannt und zeigt in zwei Räumen eine Ausstellung zu seinem Leben.

## Werke

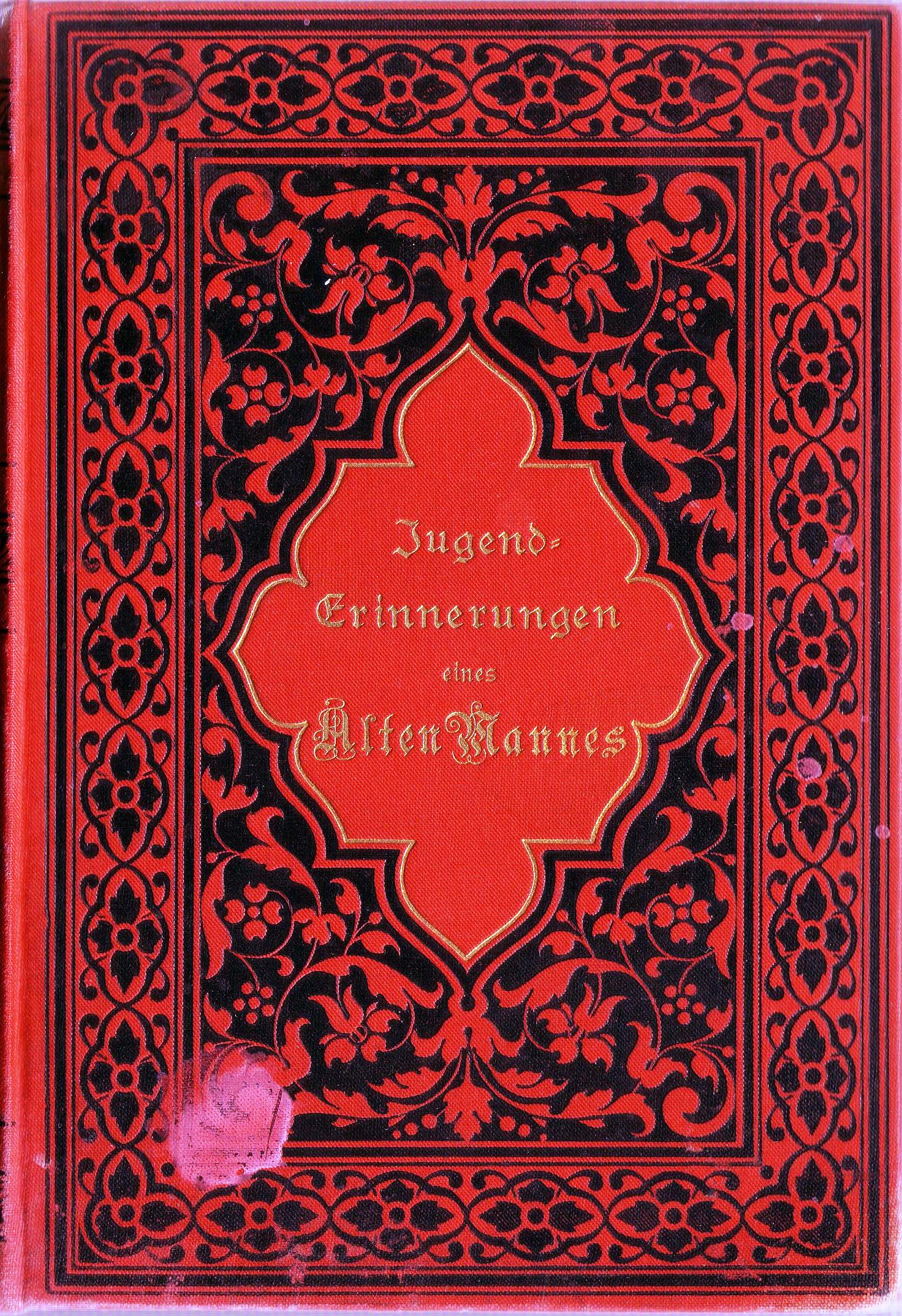
Jugenderinnerungen eines alten Mannes, hier die 15. Auflage, erschienen im Verlag von Wilhelm Hertz, Berlin, 1892

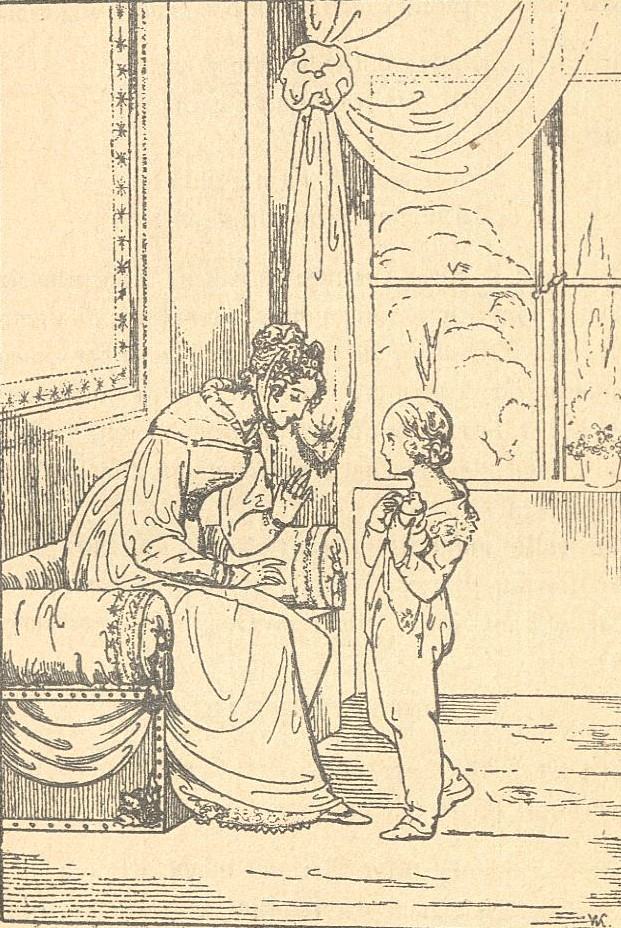
Illustration zu Friedrich Adolf Krummacher Das Täubchen

### Gemälde
- Altarbild für die St.-Olai-Kirche in Reval
- Geschichte des Reichs Gottes in Bildern (mehrere Hefte)
- zahlreiche Porträts  der Familien von Krosigk, von Veltheim und von Westphalen sowie Historienbilder

### Schriften
- Drei Vorlesungen über Kunst. Georg Heyse, Bremen 1842
- Von den Widersprüchen in der Heiligen Schrift für Zweifler. Berlin 1850. (Digitalisat in der Digitalen Bibliothek Mecklenburg-Vorpommern)
- Jugenderinnerungen eines alten Mannes, hrsg. von Philipp von Nathusius. W. Hertz, Berlin 1870 Digitalisat
- Lebenserinnerungen eines alten Mannes, aus Briefen und Tagebuchaufzeichnungen. Bearbeitet und hrsg. von Paul Siegwart von Kügelgen und Johannes Werner. Koehler, Leipzig 1923
- Zwischen Jugend und Reife des alten Mannes 1820–1840, aus Briefen und Tagebuchaufzeichnungen zusammengestellt von Johannes Werner. Koehler & Amelang, Leipzig 1925[5] Neuausgabe Hofenberg, Berlin 2018, ISBN 978-3-7437-2303-0.
- Bürgerleben. Die Briefe an den Bruder Gerhard 1840–1867, hrsg. und mit einer Einleitung versehen von Walther Killy. München 1990